# بيير ليميتر
بيير ليميتر (بالإنجليزية: Pierre Lemaitre)‏ (مواليد 19 أبريل 1951 في باريس)، هو كاتب روائي وكاتب سيناريو فرنسي وهو مشهور عالميًا بروايات الجريمة التي تصور الشخصية الخيالية كوماندانت كميل فيرهوفن. روايته الأولى التي تُرجمت إلى الإنجليزية، «أليكس»، فازت بجائزة «CWA International Dagger§» لأفضل رواية جريمة مترجمة لعام 2013. في نوفمبر 2013 حصل على جائزة غونكور الجائزة الأدبية الأولى في فرنسا، عن روايته «إلى اللقاء في الأعالي» وهي ملحمة عن الحرب العالمية الأولى. في باريس

## الجوائز
- جائزة غونكور
- جائزة سيزار لأفضل نص مقتبس
- CWA International Dagger [الإنجليزية]‏

## من مؤلفاته المترجمة للعربية
- رواية: «إلى اللقاء في الأعالي»
- رواية: «العملية الأخيرة للقاتلة المأجورة»
- رواية: «ثلاثة أيام وحياة»